# Portland LumberJax
Portland LumberJax – zawodowa drużyna lacrosse grająca w National Lacrosse League w dywizji zachodniej. Siedziba drużyny mieści się w Portlandzie w Stanach Zjednoczonych.

## Informacje
- Rok założenia: 2005
- Trener: Derek Keenan
- Manager: Derek Keenan
- Arena: Rose Garden Arena
- Barwy: czarno-złote

## Osiągnięcia
- Champion’s Cup:-
- Mistrzostwo dywizji:-

## Skład
- Bramkarze:  
  -  Dallas Eliuk
  -  Matt King

- Obrońcy
  -  Ray Guze
  -  Pat Jones
  -  Brodie Merrill
  -  Richard Morgan
  -  Bruce Alexander
  -  Richard Morgan
  -  Scott Mazuren
  -  Brodie Merrill

- Napastnicy:
  -  Del Halladay
  -  Ryder Bateman
  -  Ryan Powell
  -  Peter Morgan
  -  Mike Hominuck
  -  Matt Holman
  -  Jed Prossner
  -  Ryan Sharp